# La Maison-Dieu
La Maison-Dieu – miejscowość i gmina we Francji, w regionie Burgundia-Franche-Comté, w departamencie Nièvre.
Według danych na rok 2017 gminę zamieszkiwało 121 osób, a gęstość zaludnienia wynosiła 8,8 osoby/km² (wśród 2044 gmin Burgundii La Maison-Dieu plasuje się na 777. miejscu pod względem liczby ludności, natomiast pod względem powierzchni na miejscu 730.).